# 시만토강
시만토강(일본어: 四万十川 시만토가와[*])은 일본 고치현 서부의 강이다. 총 길이는 196 km로 시코쿠에서 가장 길고 유역 면적은 2,270 km2이다.
강은 주요 도시 및 대형 댐과 떨어져있기 때문에 종종 "일본 최후의 청류"로 불린다. 강을 따라 어업과 김 생산이 번창하고 있다. 기후현 나가라강, 시즈오카현 가키타강과 더불어 "일본 3대 청류"의 하나이다.
강에는 또한 지류를 포함해 47개의 침하교(沈下橋 진카바시[*])가 있다. 고치현은 이들을 문화유산으로서 보존하기로 결정하였다.

## 같이 보기
- 요시노강